# Salomè (opera)
Salomè (Salome) è un'opera in un atto e un balletto di Richard Strauss, su libretto dello stesso compositore, basato sulla traduzione in tedesco di Hedwig Lachmann dell'omonimo dramma in francese di Oscar Wilde.
Fu rappresentata il 9 dicembre 1905 alla Königliches Opernhaus di Dresda, diretta da Ernst von Schuch, e raccolse un successo clamoroso. Richard Strauss diresse la prima rappresentazione italiana al Teatro Regio di Torino il 22 dicembre 1906, con protagonista Gemma Bellincioni; inoltre si ricordano le eccellenti prestazioni del tenore Alessandro Virginio Dolci intorno al 1918 in Italia e all'estero.

## Genesi
A suggerire a Strauss di musicare la Salomè di Wilde fu il poeta Anton Lindner che ne curò anche una prima riduzione del testo. Strauss preferì però ricorrere alla traduzione tedesca della scrittrice Hedwig Lachmann. Il libretto musicato corrisponde quindi quasi integralmente all'originale di Wilde.
La partitura, cominciata nel 1902 fu completata a Berlino il 20 giugno 1905.

## Trama
La vicenda è ambientata nella reggia di Erode a Gerusalemme.
Durante un sontuoso banchetto, un paggio mette in guardia il capitano delle guardie Narraboth: l'uomo si è infatti invaghito di Salomè, figlia di Erodiade, vedova del fratello di Erode e adesso compagna del re; il paggio paragona la bellezza della fanciulla a quella della luna, ma asserisce anche che ella è crudele e perversa quanto sua madre, insinuando che il re abbia con lei un rapporto incestuoso. Questo discorso è interrotto dalla voce del profeta Jokanaan, imprigionato in una cisterna, che deplora la condotta dei due sovrani e predice l'arrivo del Messia. Irretito da quelle parole, Erode comanda alle guardie di non liberare Jokanaan per nessuna ragione.
Salomè fa il suo ingresso al banchetto. Incuriosita dalle parole di Jokanaan, ordina alle guardie di infrangere gli ordini del patrigno e liberare l'uomo dalla cisterna, perché venga portato al suo cospetto. Giunto ai suoi piedi, il profeta condanna ferocemente la condotta di Erode e di Erodiade; Salomè, dal canto suo, non viene per nulla scalfita da quelle accuse, ma prova una subitanea, irresistibile attrazione per Jokanaan, al punto che giura di fare qualunque cosa in suo potere per baciarne la bocca nonostante i suoi continui rifiuti. Narraboth, sentendosi tradito da Salomè, si pugnala; Jokanaan maledice la giovane e si lascia ricondurre nella cisterna.
Erodiade ed Erode escono sulla terrazza. La donna è turbata dalla presenza del profeta e accusa il marito di esserne spaventato; frattanto gli Ebrei e i Nazareni disquisiscono sull'identità del profeta, ritenuto da alcuni il profeta Elia, da altri il Messia in persona. Erode, indifferente a questa diatriba, chiede a Salomè di danzare per lui, promettendole in cambio qualsiasi cosa desideri. Salomè danza per lui la sensuale Danza dei sette veli, per poi chiedere al re la testa di Jokanaan. Erode tenta invano di dissuaderla, temendo di uccidere un uomo che ha visto Dio; alla fine, sobillato da Erodiade, cede alla richiesta della figliastra, e fa decapitare Jokanaan. Salomè vorrebbe bearsi delle grida di terrore del profeta, ma questi va incontro al suo destino senza alcun timore; poco dopo, Erodiade porta a sua figlia la testa di Jokanaan su un piatto d'argento.
Salomè rimane sola con la testa di Jokanaan; inebriata dalla sua stessa crudeltà si appresta a esaudire il proprio desiderio, quando viene improvvisamente colta da un dubbio: la testa del profeta non le servirà a nulla, se egli non può darle più il suo amore. Il rimorso, tuttavia, dura poco, e la fanciulla bacia finalmente la bocca di Jokanaan. Di fronte a quel gesto, Erode comprende finalmente quanto ella sia perversa, e ordina alle guardie di giustiziarla.

## Organico orchestrale
L'imponente organico orchestrale prescrive:
- ottavino, 3 flauti, 2 oboi, corno inglese, heckelfono, clarinetto in Mib, 2 clarinetti, clarinetto basso, 3 fagotti, controfagotto
- 6 corni, 4 trombe, 4 tromboni, basso tuba
- 4 timpani, un timpano piccolo, tamburo, grancassa, piatti, triangolo, tam-tam, tamburello, nacchere, glockenspiel, xilofono
- 2 arpe, celesta
- harmonium e organo (dietro le scene)
- 16 violini primi, 16 violini secondi, 10-12 viole, 10 violoncelli, 8 contrabbassi

## Discografia parziale
| Anno | Cast (Salomè, Jochanaan, Herodes, Herodias, Narraboth)                            | Direttore           | Etichetta           |
| ---- | --------------------------------------------------------------------------------- | ------------------- | ------------------- |
| 1961 | Birgit Nilsson, Eberhard Waechter, Gerhard Stolze, Grace Hoffman, Waldemar Kmentt | Georg Solti         | Decca               |
| 1968 | Montserrat Caballé, Sherrill Milnes, Richard Lewis, Regina Resnik, James King     | Erich Leinsdorf     | RCA                 |
| 1978 | Hildegard Behrens, José van Dam, Karl-Walter Böhm, Agnes Baltsa, Wieslaw Ochman   | Herbert von Karajan | EMI                 |
| 1990 | Jessye Norman, James Morris, Walter Raffeiner, Kerstin Witt, Richard Leech        | Seiji Ozawa         | Philips             |
|      | Cheryl Studer, Bryn Terfel, Horst Hiestermann, Leonie Rysanek, Clemens Bieber     | Giuseppe Sinopoli   | Deutsche Grammophon |

## DVD parziale
- Salome, Christoph von Dohnányi/Catherine Malfitano/Bryn Terfel - Decca
- Salome, Karl Böhm/Teresa Stratas/Bernd Weikl/Astrid Varnay, regia Götz Friedrich - 1974 Deutsche Grammophon